# Élections législatives de 1958 dans l'Aisne
Les élections législatives françaises de 1958 se déroulent les 23 et 30 novembre 1958. Dans le département de l'Aisne, cinq députés sont à élire dans le cadre de cinq circonscriptions.

## Élus
| Circonscription | Député élu        | Parti | Parti |
| --------------- | ----------------- | ----- | ----- |
| 1re             | Gilbert Devèze    |       | CNIP  |
| 2e              | Edmond Bricout    |       | UNR   |
| 3e              | Édouard Alliot    |       | CNIP  |
| 4e              | Albert Catalifaud |       | UNR   |
| 5e              | André Rossi       |       | CR    |

## Résultats

### Analyse

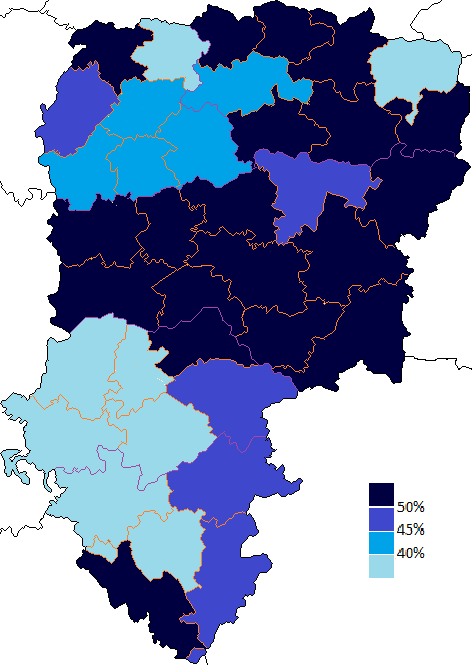
Résultats électoraux de la droite parlementaire au premier tour par canton.
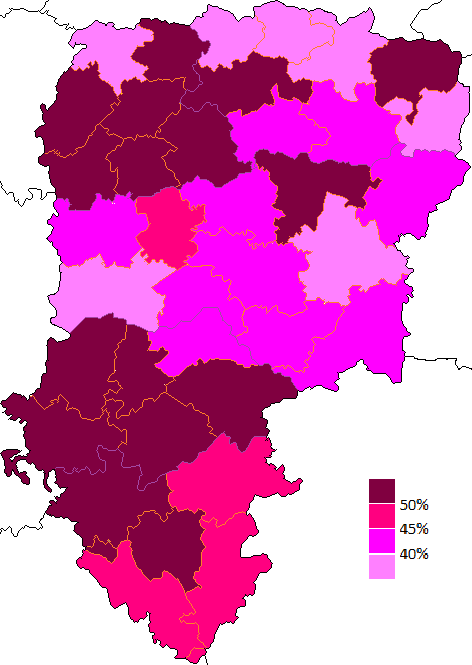
Résultats électoraux de la gauche parlementaire au premier tour par canton.

### Résultats à l'échelle du département
| Parti          | Parti                                            | Premier tour | Premier tour | Second tour | Second tour | Sièges |
| Parti          | Parti                                            | Voix         | %            | Voix        | %           | Sièges |
| -------------- | ------------------------------------------------ | ------------ | ------------ | ----------- | ----------- | ------ |
|                | Union pour la nouvelle République                | 42 574       | 18,51        | 53 128      | 23,18       | 2      |
|                | Divers droite                                    | 37 040       | 16,10        | Retrait     | Retrait     | 0      |
|                | Centre national des indépendants et paysans      | 22 055       | 9,59         | 43 576      | 19,01       | 2      |
|                | Droite parlementaire                             | 101 669      | 44,20        | 96 704      | 42,19       | 4      |
|                |                                                  |              |              |             |             |        |
|                | Parti communiste français                        | 53 154       | 23,11        | 52 571      | 22,94       | 0      |
|                | Section française de l'Internationale ouvrière   | 52 351       | 22,76        | 59 753      | 26,07       | 0      |
|                | Centre républicain                               | 8 737        | 3,80         | 20 157      | 8,80        | 1      |
|                | Parti républicain, radical et radical-socialiste | 7 448        | 3,24         | Retrait     | Retrait     | 0      |
|                | Union de la gauche socialiste                    | 5 717        | 2,49         |             |             | 0      |
|                | Divers                                           | 963          | 0,42         | 0           |             |        |
|                |                                                  |              |              |             |             |        |
| Inscrits       | Inscrits                                         | 289 300      | 100,00       | 289 062     | 100,00      | 5      |
| Abstentions    | Abstentions                                      | 53 428       | 18,47        | 53 578      | 18,54       |        |
| Votants        | Votants                                          | 235 872      | 81,53        | 235 484     | 81,46       |        |
| Blancs et nuls | Blancs et nuls                                   | 5 833        | 2,47         | 6 299       | 2,67        |        |
| Exprimés       | Exprimés                                         | 230 039      | 97,53        | 229 185     | 97,33       |        |

### Cartes

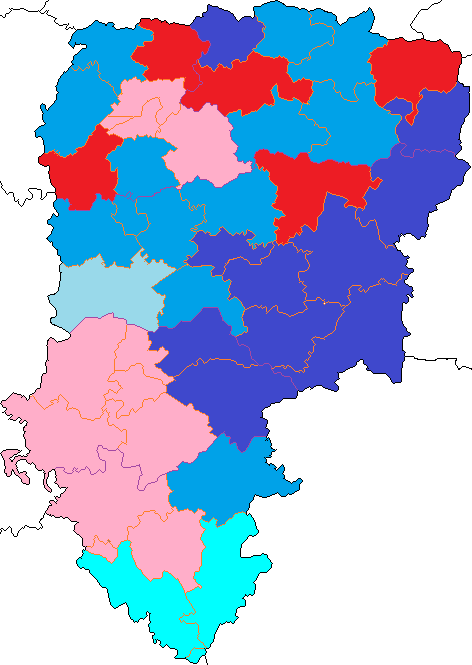
Nuance politique des candidats arrivés en tête dans chaque canton au 1er tour dans le département de l'Aisne.
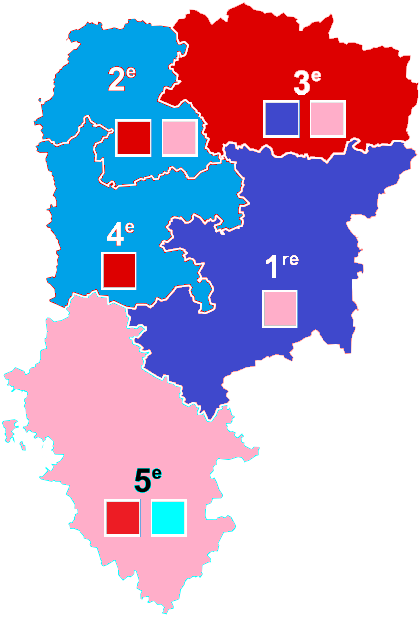
Nuance politique des candidats arrivés en tête dans chaque circonscription au 1er tour dans l'Aisne avec celle des candidats se maintenant au second tour.
Nuance politique des députés élus dans chaque circonscription au 2e tour dans l'Aisne.

### Résultats par circonscription

#### Première circonscription (Laon)
| Candidat         | Candidat           | Parti          | Premier tour | Premier tour | Second tour | Second tour |  |
| Candidat         | Candidat           | Parti          | Voix         | %            | Voix        | %           |  |
| ---------------- | ------------------ | -------------- | ------------ | ------------ | ----------- | ----------- |  |
|                  | Gilbert Devèze élu | CNIP           | 13 210       | 31,43        | 24 659      | 62,00       |  |
|                  | Georges Durand     | UNR            | 9 993        | 23,78        | Retrait     | Retrait     |  |
|                  | Marcel Levindrey   | SFIO           | 8 957        | 21,31        | 15 111      | 38,00       |  |
|                  | André Pallut       | PCF            | 7 924        | 18,86        | Retrait     | Retrait     |  |
|                  | François Nataf     | UGS            | 1 951        | 4,62         |             |             |  |
|                  |                    |                |              |              |             |             |  |
| Inscrits         | Inscrits           | Inscrits       | 52 760       | 100,00       | 52 743      | 100,00      |  |
| Abstentions      | Abstentions        | Abstentions    | 9 694        | 18,37        | 10 802      | 20,48       |  |
| Votants          | Votants            | Votants        | 43 066       | 81,63        | 41 941      | 79,52       |  |
| Blancs et nuls   | Blancs et nuls     | Blancs et nuls | 1 041        | 2,42         | 2 171       | 5,18        |  |
| Exprimés         | Exprimés           | Exprimés       | 42 025       | 97,58        | 39 770      | 94,82       |  |
| Source : Gallica |                    |                |              |              |             |             |  |

#### Deuxième circonscription (Saint-Quentin)
| Candidat         | Candidat           | Parti                     | Premier tour | Premier tour | Second tour | Second tour |  |
| Candidat         | Candidat           | Parti                     | Voix         | %            | Voix        | %           |  |
| ---------------- | ------------------ | ------------------------- | ------------ | ------------ | ----------- | ----------- |  |
|                  | Edmond Bricout élu | UNR                       | 14 821       | 26,92        | 26 393      | 46,55       |  |
|                  | Adrien Renard      | PCF                       | 14 225       | 25,83        | 15 767      | 27,81       |  |
|                  | Jean Pierre-Bloch  | SFIO                      | 13 793       | 25,05        | 14 544      | 25,65       |  |
|                  | Jacques Blanchot   | Divers droite             | 4 987        | 9,06         | Retrait     | Retrait     |  |
|                  | Jean Huon          | Divers droite (Gaulliste) | 3 947        | 7,17         | Retrait     | Retrait     |  |
|                  | Marcel Bienfait    | Radsoc                    | 2 138        | 3,88         |             |             |  |
|                  | Robert Marcos      | UGS                       | 1 146        | 2,08         |             |             |  |
|                  | Yves Carlier       | Divers                    | 4            | 0,01         |             |             |  |
|                  |                    |                           |              |              |             |             |  |
| Inscrits         | Inscrits           | Inscrits                  | 68 364       | 100,00       | 68 389      | 100,00      |  |
| Abstentions      | Abstentions        | Abstentions               | 11 733       | 17,16        | 10 680      | 15,62       |  |
| Votants          | Votants            | Votants                   | 56 631       | 82,84        | 57 709      | 84,38       |  |
| Blancs et nuls   | Blancs et nuls     | Blancs et nuls            | 1 570        | 2,77         | 1 005       | 1,74        |  |
| Exprimés         | Exprimés           | Exprimés                  | 55 061       | 97,23        | 56 704      | 98,26       |  |
| Source : Gallica |                    |                           |              |              |             |             |  |

#### Troisième circonscription (Hirson)
| Candidat           | Candidat           | Parti                     | Premier tour | Premier tour | Second tour | Second tour |  |
| Candidat           | Candidat           | Parti                     | Voix         | %            | Voix        | %           |  |
| ------------------ | ------------------ | ------------------------- | ------------ | ------------ | ----------- | ----------- |  |
|                    | Raoul Sauer        | PCF                       | 9 729        | 23,64        | 11 283      | 27,41       |  |
|                    | Édouard Alliot élu | CNIP                      | 8 845        | 21,49        | 18 917      | 45,96       |  |
|                    | André Sémal        | Divers droite (Gaulliste) | 8 188        | 19,90        | Retrait     | Retrait     |  |
|                    | Édouard Pouchèle   | SFIO                      | 7 546        | 18,34        | 10 960      | 26,63       |  |
|                    | Michel Nollevalle  | Divers droite (Gaulliste) | 3 439        | 8,36         | Retrait     | Retrait     |  |
|                    | Émile Audry        | Radsoc                    | 2 081        | 5,06         | Retrait     | Retrait     |  |
|                    | Francis Alliot     | Divers droite             | 1 328        | 3,23         |             |             |  |
|                    |                    |                           |              |              |             |             |  |
| Inscrits           | Inscrits           | Inscrits                  | 50 916       | 100,00       | 50 734      | 100,00      |  |
| Abstentions        | Abstentions        | Abstentions               | 8 631        | 16,95        | 8 716       | 17,18       |  |
| Votants            | Votants            | Votants                   | 42 285       | 83,05        | 42 018      | 82,82       |  |
| Blancs et nuls     | Blancs et nuls     | Blancs et nuls            | 1 129        | 2,67         | 858         | 2,04        |  |
| Exprimés           | Exprimés           | Exprimés                  | 41 156       | 97,33        | 41 160      | 97,96       |  |
| Source : Data.gouv |                    |                           |              |              |             |             |  |

#### Quatrième circonscription (Chauny)
| Candidat           | Candidat              | Parti                     | Premier tour | Premier tour | Second tour | Second tour |  |
| Candidat           | Candidat              | Parti                     | Voix         | %            | Voix        | %           |  |
| ------------------ | --------------------- | ------------------------- | ------------ | ------------ | ----------- | ----------- |  |
|                    | Albert Catalifaud élu | UNR                       | 11 666       | 28,37        | 26 735      | 65,90       |  |
|                    | Étienne Mansart       | PCF                       | 10 291       | 25,02        | 13 835      | 34,10       |  |
|                    | Jacques Blanchot      | Divers droite             | 7 968        | 19,37        | Retrait     | Retrait     |  |
|                    | Maurice Brugnon       | SFIO                      | 7 078        | 17,21        | Retrait     | Retrait     |  |
|                    | Jean Huon             | Divers droite (Gaulliste) | 2 745        | 6,67         | Retrait     | Retrait     |  |
|                    | Maurice Clary         | UGS                       | 1 380        | 3,36         |             |             |  |
|                    |                       |                           |              |              |             |             |  |
| Inscrits           | Inscrits              | Inscrits                  | 52 583       | 100,00       | 52 578      | 100,00      |  |
| Abstentions        | Abstentions           | Abstentions               | 10 292       | 19,57        | 10 473      | 19,92       |  |
| Votants            | Votants               | Votants                   | 42 291       | 80,43        | 42 105      | 80,08       |  |
| Blancs et nuls     | Blancs et nuls        | Blancs et nuls            | 1 163        | 2,75         | 1 535       | 3,65        |  |
| Exprimés           | Exprimés              | Exprimés                  | 41 128       | 97,25        | 40 570      | 96,35       |  |
| Source : Data.gouv |                       |                           |              |              |             |             |  |

#### Cinquième circonscription (Château-Thierry - Soissons)
| Candidat           | Candidat            | Parti          | Premier tour | Premier tour | Second tour | Second tour |  |
| Candidat           | Candidat            | Parti          | Voix         | %            | Voix        | %           |  |
| ------------------ | ------------------- | -------------- | ------------ | ------------ | ----------- | ----------- |  |
|                    | Charles Baur        | SFIO           | 14 977       | 29,56        | 19 138      | 37,54       |  |
|                    | Raymond Lefranc     | PCF            | 10 985       | 21,68        | 11 686      | 22,92       |  |
|                    | André Rossi élu     | CR             | 8 737        | 17,24        | 30 527      | 39,54       |  |
|                    | André de Novion     | UNR            | 6 094        | 12,03        | Retrait     | Retrait     |  |
|                    | François de Massary | Divers droite  | 4 438        | 8,76         | Retrait     | Retrait     |  |
|                    | Max Daujat          | Radsoc         | 3 229        | 6,37         | Retrait     | Retrait     |  |
|                    | Raymond Giovanetti  | UGS            | 1 250        | 2,47         |             |             |  |
|                    | Louis Vincent       | Divers         | 959          | 1,89         |             |             |  |
|                    |                     |                |              |              |             |             |  |
| Inscrits           | Inscrits            | Inscrits       | 64 677       | 100,00       | 64 618      | 100,00      |  |
| Abstentions        | Abstentions         | Abstentions    | 13 078       | 20,22        | 12 907      | 19,97       |  |
| Votants            | Votants             | Votants        | 51 599       | 79,78        | 51 711      | 80,03       |  |
| Blancs et nuls     | Blancs et nuls      | Blancs et nuls | 930          | 1,8          | 730         | 1,41        |  |
| Exprimés           | Exprimés            | Exprimés       | 50 669       | 98,2         | 50 981      | 98,59       |  |
| Source : Data.gouv |                     |                |              |              |             |             |  |

## Rappel des résultats départementaux des élections de 1956
|                | Parti communiste français                      | 79 941  | 33,91  | 3 |  |  |
|                | Section française de l'Internationale ouvrière | 47 476  | 20,14  | 1 |  |  |
|                | Gauche parlementaire                           | 127 418 | 54,05  | 4 |  |  |
|                |                                                |         |        |   |  |  |
|                | Républicains sociaux                           | 21 455  | 9,10   | 1 |  |  |
|                | Parti radical                                  | 20 183  | 8,56   | 0 |  |  |
|                | Front républicain                              | 41 638  | 17,66  | 1 |  |  |
|                |                                                |         |        |   |  |  |
|                | Centre national des indépendants et paysans    | 22 031  | 9,35   | 1 |  |  |
|                | Mouvement républicain populaire                | 17 162  | 7,28   | 0 |  |  |
|                | Droite modérée                                 | 39 193  | 16,63  | 1 |  |  |
|                |                                                |         |        |   |  |  |
|                | Union et fraternité française                  | 20 202  | 8,57   | 0 |  |  |
|                | Ligue de la jeune République                   | 4 895   | 2,08   | 0 |  |  |
|                | Parti paysan d'union sociale                   | 5       | 0,00   | 0 |  |  |
|                |                                                |         |        |   |  |  |
| Inscrits       | Inscrits                                       | 283 769 | 100,00 | 6 |  |  |
| Abstentions    | Abstentions                                    | 41 039  | 14,46  |   |  |  |
| Votants        | Votants                                        | 242 730 | 85,54  |   |  |  |
| Blancs et nuls | Blancs et nuls                                 | 6 986   | 2,88   |   |  |  |
| Exprimés       | Exprimés                                       | 235 744 | 97,12  |   |  |  |